# Amazona farinosa
El loro corona azul, loro verde o loro harinoso (Amazona farinosa) es una especie de ave de la familia Psittacidae ampliamente distribuida desde América del Sur, pasando por América Central hasta México. Habita en las selvas tropicales, espacios de árboles esparcidos y manglares. Se cría comúnmente en cautiverio y tiene una excelente capacidad para imitar palabras.
Es un loro grande, mide 38-43 cm de cabeza a cola, longitud de ala de 221-248 mm y pesa 705-766 g. Plumaje del cuerpo verde con leve tono amarillo y algunas plumas amarillas en la corona. Se caracteriza por su corona de azul claro que continúa hacia los lados de la nuca. Tiene alas redondas, cola corta y cuadrada con plumas formando una banda ancha color verde-amarillento en la punta. Iris rojo con anillo ocular blanco y pico color hueso. 
Generalmente, este loro tiene en su parte posterior y nuca un tono blanquecino (como si hubiese sido manchada de harina, lo que justifica su nombre).
Cierta literatura reporta que el loro habitaba en Veracruz y Tabasco y que actualmente ha sido extirpado de esta zona. De acuerdo a los modelos GARP, su distribución actual (basada en disponibilidad de hábitat), se ha reducido al noreste de Oaxaca y noreste de Chiapas hacia el sur de la Península de Yucatán. Enciclovida refiere la distribución de la especie reportada en la literatura para los estados de Campeche, Chiapas, Oaxaca, Quinta Roo, Tabasco y Veracruz; Naturalista reporta también algunas observaciones actuales en los Estados de Yucatán y Nayarit. 
La especie habita principalmente el bosque tropical perennifolio prefiriendo el dosel, pero en general restringiéndose a áreas extensas y conservadas. Prefiere climas calientes y húmedos y habita desde nivel del mar hasta 500 m s. n. m. La NOM-059-SEMARNAT-2010 considera a la especie como En Peligro de Extinción y la UICN 2019-1 como en Riesgo Bajo. Diversos programas nacionales e internacionales de conservación y cinco Áreas Naturales Protegidas protegen su hábitat. No obstante, debido a los requerimientos específicos de hábitat para la especie, a sus grandes movimientos estacionales, baja fecundidad, vulnerabilidad a las presiones humanas como la destrucción del hábitat, captura legal e ilegal de individuos y el comercio, es necesario identificar sus sitios clave de distribución y el estado y tamaño de sus poblaciones para implementar estrategias de manejo y conservación tendientes a asegurar el mantenimiento de las poblaciones silvestres. 
Es el loro más grande que se encuentra en México y tiene importancia económica y valor cultural. Es muy cotizada como mascota o ave de ornato por su habilidad de imitar sonidos y por su tendencia a formar lazos con las personas. Además, su función más importante en el ecosistema es la de depredador o dispersor de semillas del dosel.

## Descripción
El loro corona azul tiene una longitud total de 38 a 41 cm aproximadamente, y pesa entre 540 y 700 g (comúnmente, los especímenes que se mantienen en cautiverio tienen mayor peso). Se encuentra entre los loros más grandes de América, siendo superado principalmente por los guacamayos grandes. Tiene una cola relativamente corta y casi cuadrada, al igual que los demás miembros del género Amazona.
Este loro es principalmente verde. La parte posterior y la nuca tienen generalmente un tono blanquecino, como si hubiese sido cubierto con una capa delgada de harina, que justifica su nombre. La mitad distal de la cola es más pálida y más amarilla que la mitad inferior, dando como resultado una clara apariencia bicolor. Al volar, el borde del ala muestra una estela negro-azulada y un llamativo espejuelo rojo. Algunas veces, unas cuantas plumas amarillas son evidentes en la parte superior de la cabeza, y dos subespecies, A. f. virenticeps y A. f. guatemalae, tienen una corona azul matizada. Sus ojos, cuyo color varía del marrón al naranja (típicamente aparentan ser oscuros a distancia), están rodeados por un anillo blanco de piel relativamente amplio (anillo periocular).
En América del Sur se confunde comúnmente con el loro real amazónico o amazona coroniamarilla, pero puede reconocerse por su mayor tamaño, porque tiene menos amarillo en la corona (aunque esto no es del todo confiable, ya que algunos amazonas de corona amarilla puede que casi no tengan amarillo), por el tono blanquecino de su plumaje, porque el anillo periocular blanco es más amplio, y por el rojo del borde delantero del ala, que se encuentra cerca de la falange (no cerca del radial), pero que a menudo es difícil ver (aunque esto sucede más en aves paseriformes). Sus voces son también increíblemente diferentes.

## Área de distribución y hábitat
El loro corona azul se encuentra en las regiones tropicales de América Central y Suramérica. Frecuenta el bosque húmedo y semi-húmedo (raras veces el bosque caducifolio) y las plantaciones. En las regiones donde predominan los hábitats abiertos/secos se limita al bosque de galería o está totalmente ausente.

## Subespecies
Se han descrito varias subespecies, las cuales tienen distinta distribución geográfica y diferentes nombres comunes que se utilizan con frecuencia en avicultura:
- A. f. farinosa (nominal): Se encuentra en el sureste de Colombia, el sur de Venezuela, las Guayanas, Brasil, el norte de Bolivia y el noroeste de Ecuador.
- A. f. inornata: Se encuentra en Panamá, el oeste y el norte de Colombia, el noroeste de Venezuela y el oeste de Ecuador. Se conoce como loro harinoso "inornata".
- A. f. chapmani: Se encuentra en el sureste de Colombia, el este de Ecuador, el este de Perú y el noroeste de Bolivia. Es conocido como loro verde de Chapman.
- A. f. virenticeps: Se encuentra desde Nicaragua hasta el oeste de Panamá. Se conoce como loro harinoso de Costa Rica o loro de cabeza verde.
- A. f. guatemalae: Se encuentra desde el sureste de México hasta Honduras. Es conocido como loro guatemalteco o loro harinoso de cabeza azul.

Los límites exactos de las áreas de distribución entre la subespecie nominal, A. f. inornata, y A. f. chapmani son inciertos.

## Comportamiento

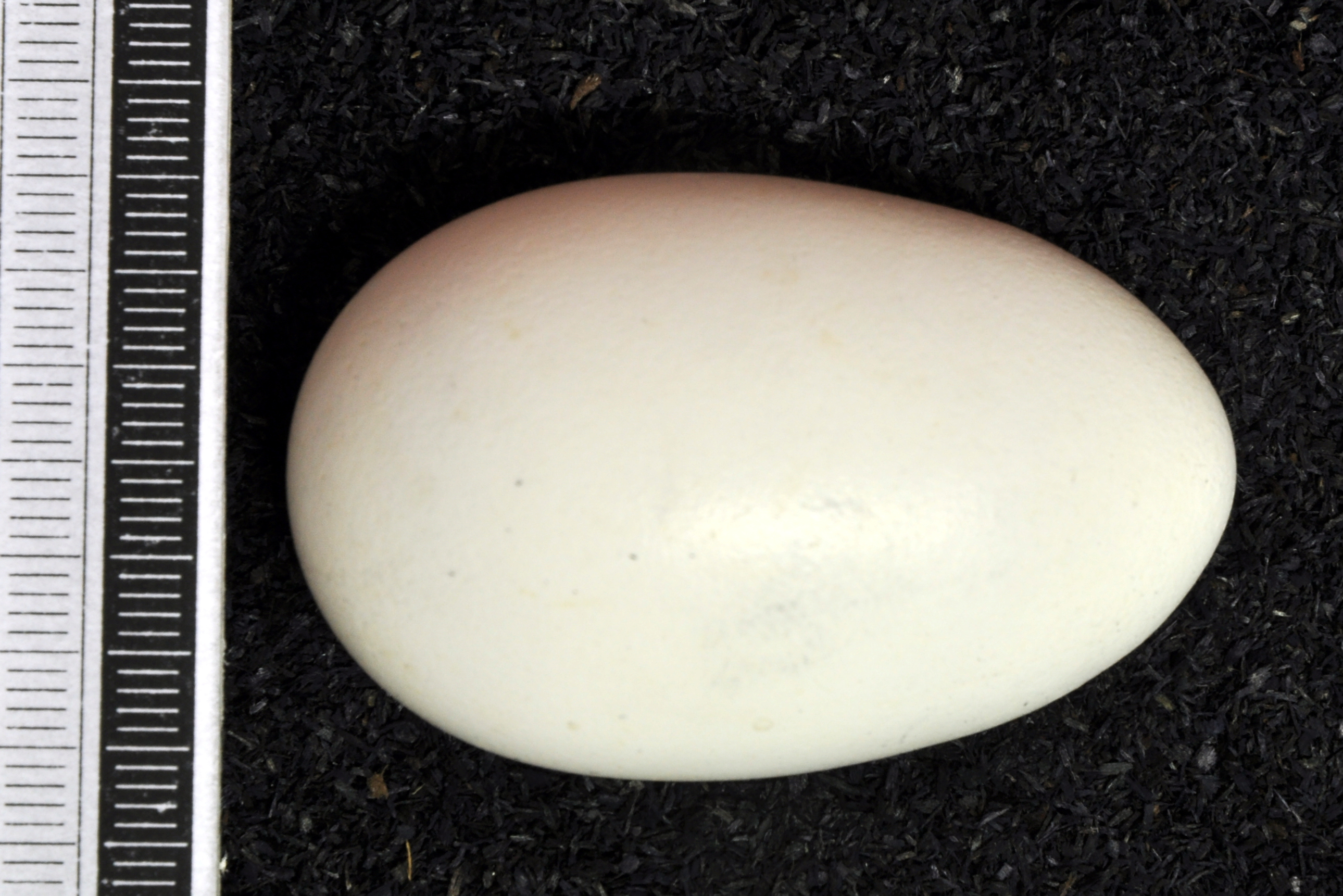
Amazona harinosa y farinosa, huevo, Col. Museo Wiesbaden.

El loro harinoso es sociable y se puede encontrar en pares o en grandes bandadas. Incluso se sabe que interactúan con otros loros, tales como los guacamayos. Generalmente son callados, pero pueden ser ruidosos al atardecer y al amanecer. En cautiverio se le identifica como uno de los más apacible y calmados de todos los amazonas.

### Alimentación
El loro harinoso se alimenta de frutas, bayas, brotes de árboles y semillas. Es un loro relativamente común. Guyana y Surinam exportan bastantes de estas aves cada año.

### Reproducción
Después de alcanzar la madurez sexual, los amazonas harinosos forman generalmente relaciones monógamas (con una sola pareja). El cortejo anual por lo general comienza a inicios de la primavera y, usualmente, la hembra pondrá 3 o 4 huevos blancos en un nido en la cavidad de un árbol. La hembra incuba los huevos durante aproximadamente 26 días. El macho regurgita comida para la hembra durante el período de incubación, y luego también para los polluelos en el nido. Los polluelos dejan el nido alrededor de 60 días después de salir del cascarón. calavera

## En cautividad
Se trata de un loro muy grande y de naturaleza relajada y tranquila. Los pichones papilleros no se encuentran con facilidad, ya que al parecer esta especie no es fácil de reproducir en cautividad.
Sin embargo, esta especie es considerada silvestre no doméstica, por lo tanto en algunos países como Colombia es ilegal tenerlas en casa, enfrentándose el tenedor de un espécimen de estos a sanciones administrativas, legales y pecuniarias ante las autoridades competentes. 

## Amenazas
Debido al saqueo ilegal para su venta, la deforestación y quema de bosques, es un ave que se encuentra amenazada, y en la categoría de "casi amenazado", por ello, varios países realizan programas de protección, y han penalizado su comercialización.